# Jristos Yanarás
Jristos Yanarás (griego: Χρήστος Γιανναράς, también aparece en las publicaciones internacionales como Christos Yannaras, Atenas, 10 de abril de 1935 -24 de agosto de 2024) fue un académico griego, profesor de filosofía, teología y escritor. Era doctor de la Faculté des lettres et sciences humaines de la Universidad de Sorbona y de la Facultad de Teología de la Universidad Aristóteles de Salónica. También fue doctor honoris causa de las universidades de Belgrado, del St Vladimir's Orthodox Seminary de Nueva York y del Hellenic College Holy Cross de Boston. Tenía una gran trayectoria académica y una gran producción de ensayo filosófico y de artículos periodísticos en diversas revistas y periódicos. Se le consideraba uno de los intelectuales centrales del llamado movimiento neo-ortodoxo en Grecia.

## Trayectoria
Estudió teología y filosofía en las universidades de Bonn y de París respectivamente. Entre 1982 y 2002 fue profesor de filosofía en las facultades de Ciencias Políticas y de Relaciones Internacionales y Europeas de la Universidad Panteion de Atenas. Su enseñanza giró alrededor de terminología y método filosófico, filosofía política y diplomacia cultural. Igualmente ha enseñado como profesor visitante en las universidades de París, Ginebra, Lausanne y Récimno. Fue director de la revista "Sínoro" (Σύνορο) entre 1964 y 1967. Es miembro de la Compañía de Escritores Griegos y de la Academie International des Sciences Humaines de Bruselas.

## Obra
Su obra abarca una tematología relativa a la investigación de las diferencias entre las filosofías griega y occidental y la tradición ortodoxa. Su libro Η ελευθερία του ήθους ("La libertad moral") se considera central en la conformación del núcleo del movimiento neo-ortodoxo en Grecia. Sus libros han sido traducidos en más de diez lenguas extranjeras y ha escrito varios artículos en importantes publicaciones griegas, como en Kacimeriní, To Vima y en la revista "Antíbaro".

## Obras traducidas
en inglés
- Against Religion: The Alienation of the Ecclesial Event, H.C. Press (Brookline, MA), 2013 [ISBN 978-1-935317-40-1]
- The Enigma of Evil, H.C. Press (Brookline, MA), 2012 [ISBN 978-1-935317-28-9]
- Relational Ontology, H.C. Press (Brookline, MA), 2011 [ISBN 978-1-935317-19-7]
- The Meaning of Reality: Essays on Existence and Communion, Eros and History. Sebastian Press (Los Angeles), 2011 [ISBN 978-1-936773-03-9]
- Person and Eros, H.C. Press (Brookline, MA), 2008 (ISBN 978-1-885652-88-1)
- Orthodoxy and the West, H.C. Press (Brookline, MA), 2006 (ISBN 1-885652-81-X)
- Variations on the Song of Songs, H.C. Press (Brookline, MA), 2005 (ISBN 1-885652-82-8)
- Postmodern Metaphysics, H.C. Press (Brookline, MA), 2004 (ISBN 1-885652-80-1) read the table of contents
- On the Absence and Unknowability of God: Heidegger and the Areopagite, London (Continuum, 2005) (ISBN 0-567-08806-5)
- Elements of Faith, Edinburgh (T&T Clark), 1991 (ISBN 0-567-29190-1)
- The Freedom of Morality, New York (SVP), 1984 (ISBN 0-88141-028-4)

en francés
- Variations sur le Cantique des Cantiques, Paris (Desclée de Brouwer), 1992 (ISBN 2-220-03273-6)
- Philosophie sans rupture, Genève (Labor et Fides), 1986 (ISBN 2-8309-0046-4)
- De l’absence et de l’inconnaissance de Dieu, Paris (Cerf), 1971
- La foi vivante de l’Église, Paris (Cerf), 1989 (ISBN 2-204-03160-7)
- La morale de la liberté, Genève (Labor et Fides), 1984 (ISBN BA-45978923)
- Vérité et unité de l’Église, Grez-Doiceau (Editions Axios), 1989

en alemán
- Person und Eros, Göttingen, (Vandenhoeck und Ruprecht), 1982

en italiano
- Ignoranza e conoscenza di Dio, Milan, (Jaca Book), 1973 & also,
- Heidegger e Dionigi Areopagita, Rome (Città Nuova editrice), 1993
- Variazioni sul Cantico dei Cantici, Milan (Nuova Stampa), 1992 (ISBN 88-8166-044-X)
- La fede dell’ esperienza ecclesiale, Brescia (Queriniana), 1993
- La libertà dell’Ethos, Bolognα (Dehoniane), 1984
- Verità e Unità della Chiesa, Milan (Nuova Stampa) (ISBN 88-8166-019-9)